# آلسینو و کندور
آلسینو و کندور (اسپانیایی: Alsino y el cóndor‎) یک فیلم به کارگردانی میگل لیتین است که در سال ۱۹۸۲ منتشر شد. از بازیگران آن می‌توان به دین استاکول اشاره کرد.